# Паралелност (геометрија)
Паралелност у геометрији представља однос између два геометријска објекта. Примери дефинисања паралелности у еуклидској геометрији су:
- Две праве су паралелне уколико се налазе у једној равни и не секу се.
- Права је паралелна са равни, уколико са њом нема пресечних тачака. (еуклидски простор)
- Две различите равни су паралелне уколико се не секу. (еуклидски простор)

У тродимензионом простору треба разликовати појам паралелности и мимоилажења. Уколико две праве не леже у истој равни и не секу се, онда су исте мимоилазне а не паралелне. По сличном концепту постоји и појам мимоилазних равни у еуклидским просторима већих димензија. У еуклидском простору , за два афина потпростора 1 + 1 и 2 + 2 каже се да су паралелни ако је један од одговарајућих векторских потпростора 1 и 2 потпростор другог. У геометријском простору тачака у којем је уведен појам бесконачно далеких тачака, два геометријска објекта су паралелна уколико се секу у бесконачно далекој тачки.
Паралелне праве су предмет Еуклидовог паралелног постулата. Паралелизам је првенствено својство афине геометрије, а еуклидска геометрија је посебан пример ове врсте геометрије. У неким другим геометријама, као што је хиперболична геометрија, линије могу имати аналогна својства која се називају паралелизам.

## Симбол
Паралелни симбол је {\displaystyle \parallel }. На пример, {\displaystyle AB\parallel CD} означава да је права AB  паралелна са линијом CD.
У јуникодном скупу знакова, „паралелни“ и „непаралелни“ знаци имају кодне тачке U+2225 (∥ и U+2226 (∦). Поред тога, U+22D5 (⋕) представља релацију „једнако и паралелно“.
Исти симбол се користи за бинарну функцију у електротехници (паралелни оператор). Разликује се од двоструких вертикалних заграда које означавају норму, као и од логичког или оператора (||) у неколико програмских језика.

## Еуклидски паралелизам

### Две праве у равни

#### Услови за паралелизам
За дате паралелне праве l и m у Еуклидском простору, следећа својства су еквивалентна:
- Свака тачка на правој m налази се на потпуно истој (минималној) удаљености од праве l (једнако удаљене праве).
- Права m је у истој равни као и права l, али не сече l (праве пружају бесконачно у оба смера).
- Када се обе праве m и l пресеку трећом правом линијом (трансверзалом) у истој равни, одговарајући углови пресека са трансверзалом су подударни.

Пошто су ово еквивалентна својства, било које од њих би се могло узети као дефиниција паралелних правих у еуклидском простору, али прво и треће својство укључују мерење, те су „компликованија“ од другог. Дакле, друго својство је оно које се обично бира као одређујуће својство паралелних правих у еуклидској геометрији. Остала својства су онда последице Еуклидовог паралелног постулата. Још једно својство које такође укључује мерење је да линије паралелне једна са другом имају исти градијент (нагиб).

#### Историја
Дефиниција паралелних правих као пара правих у равни које се не састају појављује се као дефиниција 23 у првој књизи Еуклидових елемената. Други Грци су расправљали о алтернативним дефиницијама, често као део покушаја да се докаже паралелни постулат. Прокло приписује дефиницију паралелних правих као једнако удаљених линија Посидонију и цитира Гемина на сличан начин. Симплиције такође помиње Посидонијеву дефиницију као и њену модификацију од стране филозофа Аганиса.
Крајем деветнаестог века, у Енглеској, Еуклидови елементи су и даље били стандардни уџбеник у средњим школама. Традиционални третман геометрије био је под притиском да се промени новим развојем у пројективној геометрији и нееуклидској геометрији, те је у то време написано неколико нових уџбеника за наставу геометрије. Главна разлика између ових реформских текстова, како између њих самих, тако и између њих и Еуклида, је третман паралелних линија. Ови реформски текстови нису били без својих критичара и један од њих, Чарлс Доџсон (познатији као Луис Карол), написао је драму Еуклид и његови модерни ривали, у којој се ови текстови осуђују.
Један од првих реформских уџбеника био је Елементарна геометрија Џејмса Мориса Вилсона из 1868. Вилсон је своју дефиницију паралелних правих засновао на примитивном појму правца. Према Вилхелму Килингу, идеја се може пратити још од Лајбница. Вилсон, без дефинисања правца пошто је примитиван, користи термин у другим дефиницијама, као што је његова шеста дефиниција, „Две праве линије које се сусрећу имају различите правце, а разлика њихових праваца је угао између њих.“ Wilson (1868, p. 2) У дефиницији 15 он уводи паралелне праве на овај начин; „Праве које имају исти правац, али нису делови исте праве, називају се паралелне.Wilson (1868, p. 12) Августус Де Морган је прегледао овај текст и прогласио га неуспешним, првенствено на основу ове дефиниције и начина на који ју је Вилсон користио за доказе о паралелним правима. Доџсон такође посвећује велики део своје драме (Други чин, сцена VI § 1) осуди Вилсоновог третмана паралела. Вилсон је уредио овај концепт од трећег и виших издања свог текста.
Остале особине, које су предложили други реформатори, коришћене као замена за дефиницију паралелних правих, нису прошле много боље. Главна потешкоћа, како је истакао Доџсон, била је у томе што је за њихово коришћење на овај начин било потребно додати додатне аксиоме систему. Позидонијева дефиниција еквидистантне линије, коју је изложио Френсис Катберцон у свом тексту Еуклидска геометрија из 1874. године, пати од проблема да тачке које се налазе на фиксној датој удаљености на једној страни праве морају бити приказане да формирају праву линију. Ово се не може доказати и мора се претпоставити да је тачно. Одговарајући углови формирани трансверзалним својством, које је В. Д. Кули користио у свом тексту из 1860. године, Елементи геометрије, поједностављено и објашњено, захтева доказ чињенице да ако се једна трансверзала сусреће са паром правих у конгруентним одговарајућим угловима, онда све трансверзале морају да раде тако. Опет, потребан је нови аксиом да би се оправдала ова изјава.

#### Конструкција
Три горња својства доводе до три различите методе конструкције паралелних правих.
- Проблем: Повуците праву кроз a паралелно са l.
- Својство 1: Права m има свуда исто растојање до праве l.
- Својство 2: Узмите случајну праву кроз a која сече l у x. Померите тачку x у бесконачност.
- Својство 3: l и m деле попречну праву кроз a која их сече под углом од 90°.

#### Растојање између две паралелне праве
Пошто су паралелне праве у еуклидској равни једнако удаљене, постоји јединствено растојање између две паралелне праве. Имајући у виду једначине две невертикалне, нехоризонталне паралелне праве,
{\displaystyle y=mx+b_{1}\,}
{\displaystyle y=mx+b_{2}\,,}
растојање између две праве може се наћи тако што се лоцирају две тачке (по једна на свакој правој) које леже на заједничкој нормали на паралелне праве и израчуна се растојање између њих. Пошто праве имају нагиб m, заједничка нормала би имала нагиб −1/m и може се узети права са једначином y = −x/m као заједничка управа. Могу се решити линеарни системи
{\displaystyle {\begin{cases}y=mx+b_{1}\\y=-x/m\end{cases}}}
и
{\displaystyle {\begin{cases}y=mx+b_{2}\\y=-x/m\end{cases}}}
да би се добиле координате тачака. Решења линеарних система су тачке
{\displaystyle \left(x_{1},y_{1}\right)\ =\left({\frac {-b_{1}m}{m^{2}+1}},{\frac {b_{1}}{m^{2}+1}}\right)\,}
и
{\displaystyle \left(x_{2},y_{2}\right)\ =\left({\frac {-b_{2}m}{m^{2}+1}},{\frac {b_{2}}{m^{2}+1}}\right).}
Ове формуле и даље дају тачне координате тачке чак и ако су паралелне праве хоризонталне (тј. m = 0). Удаљеност између тачака је
{\displaystyle d={\sqrt {\left(x_{2}-x_{1}\right)^{2}+\left(y_{2}-y_{1}\right)^{2}}}={\sqrt {\left({\frac {b_{1}m-b_{2}m}{m^{2}+1}}\right)^{2}+\left({\frac {b_{2}-b_{1}}{m^{2}+1}}\right)^{2}}}\,,}
што се редукује на
{\displaystyle d={\frac {|b_{2}-b_{1}|}{\sqrt {m^{2}+1}}}\,.}
Када су линије дате општим обликом једначине праве (укључене су хоризонталне и вертикалне линије):
{\displaystyle ax+by+c_{1}=0\,}
{\displaystyle ax+by+c_{2}=0,\,}
њихова удаљеност се може изразити као
{\displaystyle d={\frac {|c_{2}-c_{1}|}{\sqrt {a^{2}+b^{2}}}}.}